# Sankt Martin im Sulmtal
Sankt Martin im Sulmtal är en kommun i Österrike. Den ligger i distriktet Deutschlandsberg i förbundslandet Steiermark, 180 kilometer sydväst om huvudstaden Wien.
Den nuvarande kommunen bildades 2015 vid en kommunreform i Steiermark genom en sammanslagning av kommunerna Sankt Martin im Sulmtal och Sulmeck-Greith. Den består av 15 orter (Ortschaften) (inom parentes invånarantal 1 januari 2024):

- Aigen (102)
- Bergla (172)
- Dietmannsdorf im Sulmtal (210)
- Dörfla (360)
- Gasselsdorf (322)
- Graschach (116)
- Greith (106)
- Gutenacker (78)
- Kopreinigg (181)
- Oberhart (233)
- Otternitz (168)
- Pitschgauegg (104)
- Reitererberg (64)
- Sulb (484) (huvudort)
- Tombach (325)